# Рабаданов, Рабадан Магомедалиевич
Рабадан Магомедалиевич Рабаданов (16 января 1980, с. Уржагимахи, Акушинский район, Дагестанская АССР, РСФСР, СССР) — российский армрестлер, призёр чемпионата мира, чемпион Европы.

## Спортивная карьера
Армрестлингом занимается с 1997 года. В конце марта 2001 года в Махачкале стал чемпионом России. В начале июля 2001 года в Швеции дважды стал чемпионом Европы. В начале декабре 2001 года в Польше на чемпионате мира в соревнованиях на левой руке в весовой категории до 60 кг стал серебряным призёром.

## Личная жизнь
В 1997 году окончил кассагумахинскую среднюю школу в Акушинском районе Дагестана.